# Anastasia Golovina
Anastasia Angelova Golovina (en búlgaro: Анастасия Головина), también conocida como Anastassya Nikolau Berladsky-Golovina, y Atanasya Golovina (Chisináu, 17 de octubre de 1850-Varna, 5 de marzo de 1933) fue la primera médica y la primera graduada universitaria búlgara.

## Biografía
Nació en Chisináu. Comenzó a estudiar medicina en la Universidad de Zúrich, y al cabo de un año se trasladó a París. Se graduó por la Sorbona en 1878 donde defendió su tesis doctoral Examen histológico de las paredes de las arterias, que suscita la admiración del científico Jean Charcot. Fue la primera mujer búlgara en graduarse de una universidad.
Regresó a Bulgaria y trabajó en hospitales y escuelas, y fue especialista en enfermedades internas y psiquiatra. Es una de las fundadoras de la Psiquiatría en Bulgaria, autora de numerosos artículos científicos y de divulgación científica en el campo de la medicina, publicados en revistas búlgaras y extranjeras.
Mantuvo contactos con los círculos progresistas y revolucionarios de Bulgaria y Rusia a mediados de la década de 1870.
Dirigió un pabellón psiquiátrico en Varna de 1889 a 1893 como médico superior en el hospital. 
Participó durante la Primera Guerra Mundial como médica en Varna.
Fue miembro de la Sociedad Arqueológica de Varna y de la Sociedad de Caridad de Mujeres "Mercy". Fue la fundadora y presidenta de la rama de la Unión para la Protección de la Infancia en la ciudad. En 1922 recibió la distinción honorífica por sus servicios a la labor de la Cruz Roja Búlgara.

## Filantropía
En 1927 donó su casa a la filial de la Unión para la Protección de la Infancia en Varna que luego se convirtió en un puesto de asesoría sanitaria (consulta infantil). Creó una organización benéfica Dra. A. Golovina con la participación activa de su hijo, Yuri Golovin, que proporcionó alimentos y ropa a bebés y niños necesitados y a mujeres embarazadas pobres.
Por testamento legó a la Biblioteca Municipal de Varna gran parte de su literatura médica especializada.